# 聖エルモ砦
聖エルモ砦（せいエルモとりで マルタ語: Forti Sant'Iermu  ）はマルタの首都バレッタにある星形要塞。グランド・ハーバーとマルサムシェット・ハーバーに挟まれたシベラス半島の先端にあり、リカソリ砦、ティグネ砦とともに両方の港の入り口を見下ろす位置にある。 1565年のマルタ包囲戦での役割で良く知られている。